# Morne Citon
Morne Citon es una localidad de Santa Lucía que forma parte del distrito de Gros Islet.